# Сонґцен Ґампо

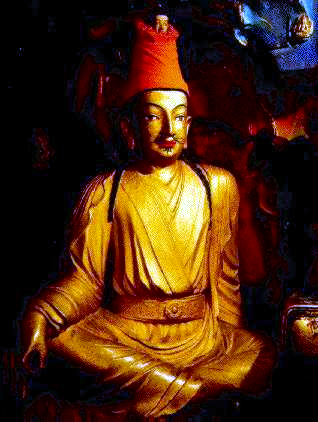
Сонґцен Ґампо

Сонґцен Ґампо (тибетською , вайлі Srong-btsan sGam-po, 568—650) — перший цемпо (імператор) всього Тибету з 580 до 650 року, об'єднав країну. Походив з Ярлугської династії.

## Життєпис
Був сином Намрісронцана, володаря тибетського королівства Ярлунг, що загинув внаслідок повстання підкорених племен. Ставши правителем Ярлунга, Сронцангамбо зумів об'єднати Тибет у єдину державу, що почав робити ще його дід Тагрін'єнсіг. При ньому були закладені підвалини могутньої тибетської держави. У правління цього володаря створюється тибетська писемність на основі однієї з індійських абеток. Впровадження писемності сприяло розповсюдженню у Тибеті буддизму, який Сонґцен Ґампо підтримував на противагу стародавньому віруванню тибетців бон. Сонґцен Ґампо започаткував процес перекладу буддистської літератури на тибетську мову.
Водночас ведуться війни з Непалом, погрожуючи якому знищенням Сонґцен Ґампо затребував собі непальську принцесу — Бхрікиті-деві (доньки магараджи Амшувармана з держави Лічхави). Навзаєм імператор Тибету зобов'язався розповсюджувати буддизм, побудувати буддистські храми. У 634 році було встановлено дипломатичні стосунки з китайською імперією Тан. Незабаром Сонґцен Ґампо виказав побажання одружитися із китайською принцесою. Але імператор Китаю відмовив тибетському володареві. Розпочалася війна, в якій Китай зазнав поразки. Китайці вимагали в обмін на свою принцесу ввести буддизм у Тибеті (за своїм зразком). Проте вони довідалися, що буддистська віра вже розповсюдилася по Тибету, де на той час налічувалося 108 храмів.

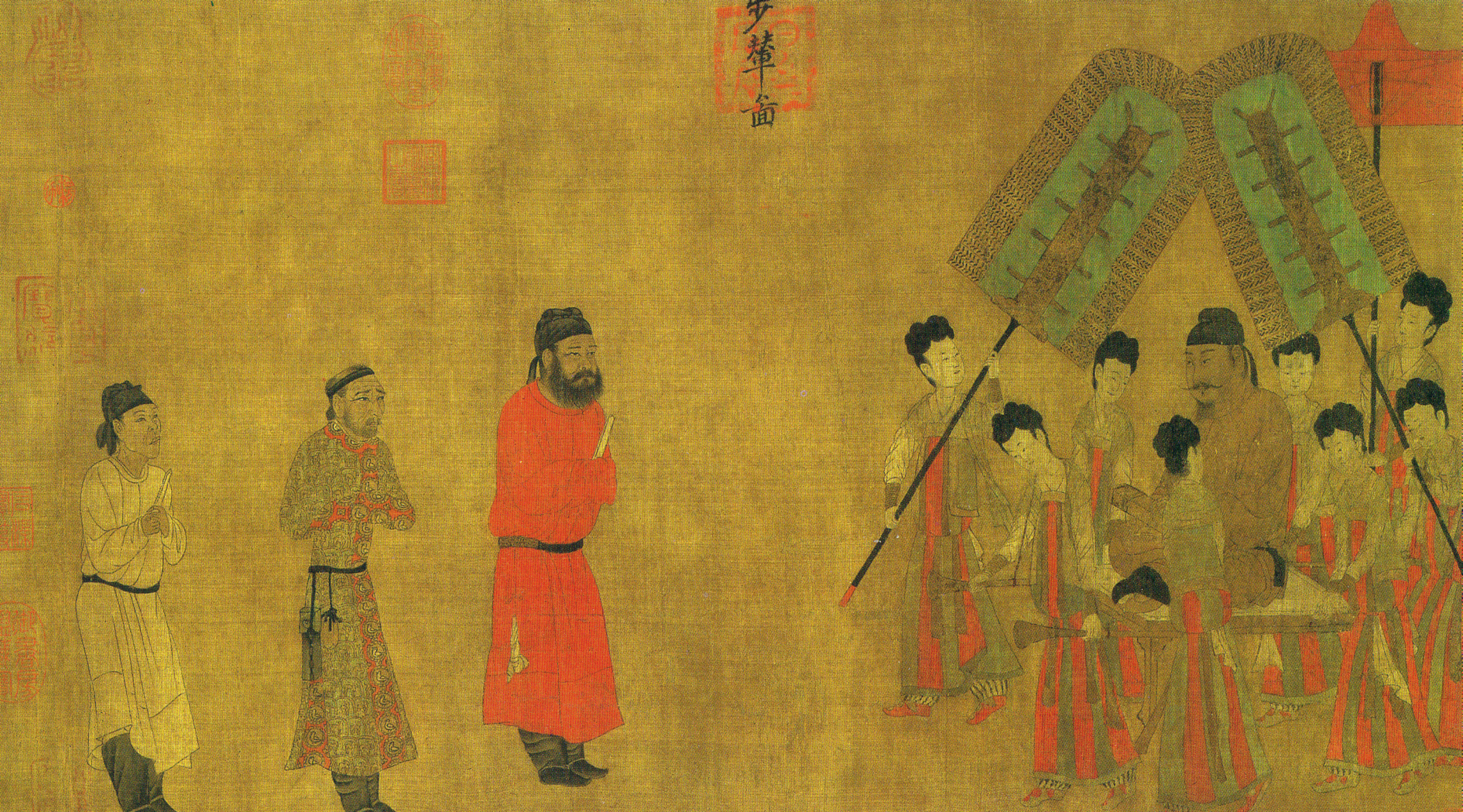
Аудієнція Лудонцана, посла Тибету, у і Тайцзуна, імператора Китаю

Після цього у 641 році укладено шлюб між представницею династії Тан — Вен Чен (племінницею імператора Тайцзуна) — та Сонґцен Ґампо. Шлюби Сонґцен Ґампо з непальською та китайською принцесами зміцнили авторитет Тибетської імперії. З Китаю до Тибет потрапляє більш розвинута техніка, ремесла, знання. Сонґцен Ґампо впровадив у Тибеті китайську адміністративну систему, спрямовував дітей тибетської знаті до Китаю на навчання. За наполяганням своєї дружини Вен Ченг Сонґцен Ґампо будує монастир Рамоче, а на прохання непальської принцеси — монастир Прулнал. Зводиться також Потала.
У 635 році був здійснений похід до Північної Бірми. У 640 році — похід в Непал, в результаті якого Непал потрапив під владу Тибету, а у завойованій країні була поставлена колона з ім'ям тибетського правителя. 645 рік відзначений військовим зіткненням з Шанг-шунгіт, а 648 — походом на імперію Харшин, що знаходилася на півночі Індії.
У 640-х роках почалося будівництво нової столиці. Імператор переніс свою ставку з долини Ярлунг на гору Марпорі, де побудував палац поряд з фортецею Раса («Огорожене місце»). Після того як з Непалу та Китаю привезли сюди статуї Будди, ця місцина отримала назву «Земля богів» — Лхаса. Сонґцен Ґампо став засновником сучасної столиці Тибету.
Були проведені реформи, в результаті яких тибетська держава придбала класичні феодальні риси. Країна була розділена на 6 адміністративних частин (ру), які підпорядковувалися своїм намісникам (кхонпонам). Кожна ру нараховувала 1 тис. родин. З них також набирали військами, якими керував кхонпон. Кожна з 6 загін (прапор) з ру мав свій одяг, що відрізнявся кольором, прапор, кінний загін, що розрізнявся мастю коней. В цивільній адміністрації працювали керуючий землеробством, керуючий зрошенням земель, податковий інспектор, наглядач за пасовищами, відповідальний за оборону регіону, комендант міста (фортеці), постачальник армії, начальник залоги, перекладач.
Сонґцен Ґампо провів фінансову, податкову реформу, сформував державну раду з високих чинів, до якого увійшли: лончен (великий державний канцлер), кунлон (державний канцлер), нанлон (міністр внутрішніх справ), гогел (канцлер-адміністратор), чанченпо (інспектор-наглядач), чілон (міністр закордонних справ), нгенпен (міністр з податків), мачогілон (військовий міністр), карітінлон (секретар), шелчепа ченпо (міністр покарань). Всі зазначені міністри та близькі люди царя становили Державну раду, яка поділялася на радників з питань внутрішніх справ, із зовнішніх справ та звичайних радників (тогпа). Великий вплив мав головнокомандувач військами (дмаг'дпон). У всіх областях Тибету було створено фонди державних земель (джешін). Землі (кхолюл) надавалися служивій знаті разом із прикріпленими до них кріпаками (трен). 
Ще при житті співправителем Тибету став Гунригунцан, син Сонґцен Ґампо. Проте це співволодарювання тривало лише п'ять років — Гунригунцан помер. Після цього спадкоємцем трону став його син та онук Сонґцен Ґампо — Манронманцан.